# Il vescovo si risveglia
Il vescovo si risveglia (Bishop's Move) è un racconto dello scrittore inglese P. G. Wodehouse, pubblicato per la prima volta in volume nel 1927 nella raccolta di racconti Meet Mr Mulliner (in italiano: Mister Mulliner).

## Trama
Mr. Mulliner, frequentatore del club Anglers' Rest (Il riposo dei Pescatori), continua a raccontare le vicende di suo nipote Augustine, il giovane curato divenuto segretario di mons. Bickerton, vescovo di Stortford (vedi Il "Buck-U-Uppo" Mulliner). Il vescovo ha ricevuto dal Rev. Trevor Entwhistle, direttore del Collegio di Harchester, l'invito all'inaugurazione di una statua dedicata a Lord Hemel di Hampstead, un amministratore del Collegio ancora in vita. Il vescovo ha studiato in gioventù proprio al Collegio di Harchester, e sia il Rev. Entwhistle che Lord Hemel erano stati suoi compagni di scuola. Il vescovo si fa accompagnare ad Harchester da Augustine il quale, da quando assume il "Buck-U-Uppo", è sempre di buon umore. Il "Buck-U-Uppo" è un tonico inventato da Wilfred Mulliner «per provvedere ai Rajahs indiani uno specifico per dare agli elefanti il coraggio di affrontare le tigri della jungla con sfoggio di sangue freddo: ed egli aveva prescritto come dose media per un elefante adulto un cucchiaio mescolato nella sua crusca del mattino».
Nel ricordare la gioventù il vescovo Bickerton e il rev. Entwhistle si sentono depressi; il vescovo prega perciò Augustine di dar loro una bottiglia di "Buck-U-Uppo". I due anziani ecclesiastici bevono due bicchieri ciascuno del tonico, «cominciano a vedere la vita da un punto di vista sensibilmente mutato» e decidono di dipingere di nascosto in rosso la statua di Lord Hemel «per motivi onorevoli e consoni alla più pura dignità sacerdotale». L'affronto alla statua di Lord Hemel suscita scandalo nel collegio e viene aperta un'inchiesta ufficiale affidata al generale Bloodenough. Vescovo e direttore vengono però assolti grazie all'intervento di Augustine.

## Edizioni
Il racconto è stato pubblicato per la prima volta negli Stati Uniti sulla rivista Liberty del 20 agosto 1927 e successivamente sul mensile britannico The Strand Magazine del settembre 1927; fu modificato nel 1927, per uniformarlo agli altri racconti raccolti in Mister Mulliner.
- P. G. Wodehouse, Bishop's Move. In: Meet Mr Mulliner, London: Herbert Jenkins, 1927[4]
- P. G. Wodehouse, Bishop's Move. In: Meet Mr Mulliner, New York: Doubleday, 1927
- P. G. Wodehouse, Il vescovo si risveglia. In: Mister Mulliner: romanzo umoristico inglese; traduzione di Alberto Tedeschi, Milano: Monanni, 1931, Coll. Nuovissima collezione letteraria n. 51
- P. G. Wodehouse, Il vescovo si risveglia. In:  Mister Mulliner: romanzo umoristico inglese; traduzione di Alberto Tedeschi, Milano: Bietti, 1933